# Пруг щита
Пруг щита — у геральдиці природна межа щита називається краєм щита, також відомою як облямівка щита або бордюр. Край щита не можна плутати з облямівкою як геральдичною фігурою.
Для геральдичної фігури вирішальне значення має дотик до краю щита. При дотику він стає геральдичним зображенням. Якщо він не торкається, геральдист позначає його як скорочений або плаваючий. Якщо фігура описується скороченою, то край щита не торкається її в жодній точці.